# Vent d'est sur Weehawken
Pour les articles homonymes, voir Vent d'est (homonymie).
Vent d'est sur Weehawken – en anglais East Wind Over Weehawken – est un tableau réalisé par le peintre américain Edward Hopper en 1934. De format horizontal, cette huile sur toile est un paysage urbain qui représente quelques maisons le long d'une voie de Weehawken, dans le New Jersey. Sur toute la hauteur de la moitié gauche, la composition est barrée par un lampadaire qui se dresse à un angle de rue où une propriété est mise en vente, et où l'herbe jaune des pelouses est balayée par le vent.
L'œuvre est conservée à la Pennsylvania Academy of the Fine Arts, à Philadelphie, de 1952 à 2013, date de son passage aux enchères chez Christie's. Elle se trouve depuis lors dans une collection privée.